# Jiger FK Şımkent
Jiger FK Şımkent (Kazachs Жігер ФК Шымкент) was een Kazachse voetbalclub uit Şımkent.

## Geschiedenis
De club werd in 1949 opgericht als Dinamo Sjymkent volgens de toenmalige Russische spelling. In 1960 werd de naam Jenbek aangenomen, in 1961 Metalloerg en in 1981 Meliorator. De club begon in 1960 in de tweede klasse van de toenmalige Sovjet-Unie. Na een voorlaatste plaats eindigde de club de volgende twee jaar in de middenmoot. Door competitiehervorming moest de club vanaf 1963 in de derde klasse van start. In 1966 wesrd de club vicekampioen achter Pamir Leninabad. Doordat de tweede klasse in 1968 weer uitbreidde mocht de club daar weer gaan spelen voor twee seizoenen. Vanaf 1970 werd de tweede klasse definitief één reeks en ging de club terug naar de derde klasse. Enkele jaren later degradeerde de club zelfs twee keer uit de nationale reeksen en moest in de Kazachse competitie gaan spelen, waar ze in 1975 wel kampioen werden. Na een paar plaatsen in de subtop eindigden ze in 1982 tweede achter Sjachtjor Karaganda. 
Na de onafhankelijkheid van Kazachstan in 1992 werd de naam Jiger FK Şımkent, volgens de Kazachse spelling aangenomen. De club begon in de nieuwe Kazachse hoogste klasse. Na twee seizoenen middenmoot werd de club derde in 1994. Na nog een vierde plaats in 1995 eindigde de club de volgende jaren in de middenmoot. Tijdens het seizoen 2000 fuseerde de club na de heenronde met Tomïrïs FK Şımkent tot Ordabası FK Şımkent. 

## Erelijst
Kampioen Kazachse SSR
1951, 1952, 1953, 1975, 1980, 1985, 1986, 1987